# Police Quest: SWAT 2
Police Quest: SWAT 2 est un jeu vidéo de tactique en temps réel développé par Yosemite Entertainment et édité par Sierra Entertainment, sorti en 1998 sur Windows.

## Accueil
- Computer Gaming World : 3,5/5[1]